# Sigismondo Savona
Sigismondo Savona (12 marca 1835 – 24 lipca 1908) – maltański pedagog i polityk, który odegrał znaczącą rolę w kwestii językowej i zdefiniował politykę Malty pod koniec XIX wieku.

## Wczesne życie
Savona urodził się w Valletcie 12 marca 1835. Studiował w Normal School of the Royal Military Asylum w Chelsea. 21 lipca 1852, w wieku 17 lat, wstąpił do Royal Malta Fencible Regiment i awansował do rangi Hospital Sergeant. Był także nauczycielem pułku i pozostał w wojsku do 22 czerwca 1865.

## Kariera polityczna
Kariera polityczna Savony rozpoczęła się, gdy został wybrany do Council of Government (rady rządu Malty) w wyborach w 1875. Opowiadał się za reformami zaproponowanymi przez komisję Rowsella-Julyana-Keenana, w tym za zniesieniem podatku od zboża i promowaniem języka angielskiego na Malcie. W 1880 został mianowany dyrektorem ds. edukacji i piastował to stanowisko przez siedem lat, dopóki nie zrezygnował po utworzeniu komisji, która miała zbadać Uniwersytet Maltański.
Savona dołączył do Reform Party, której następnie przewodził. Zarekomendował publikowanie gazety partyjnej „Public Opinion”. Został wybrany w wyborach 1889, a w 1891 wraz z Evaristo Castaldim założył nową partię polityczną znaną jako Partito Unionista. Było to krótkotrwałe działanie, i w 1893 Savona „wskrzesił” Reform Party, ale w 1895 utworzył kolejną partię – Partito Popolare, tym razem we współpracy z Mons. Ignazio Panzavecchią, A. Dallim i A. Pullicino.
Savona wycofał się z polityki w 1898.

## Życie osobiste
Savona zmarł 24 lipca 1908. Miał syna o imieniu William, który również został politykiem i założył Partię Pracy.